# Carex chuii
Carex chuii är en halvgräsart som beskrevs av Ernest Nelmes. Carex chuii ingår i släktet starrar, och familjen halvgräs. Inga underarter finns listade i Catalogue of Life.